# Leucopis afghanica
Leucopis afghanica är en tvåvingeart som beskrevs av Tanasijtshuk 1998. Leucopis afghanica ingår i släktet Leucopis och familjen markflugor. Inga underarter finns listade i Catalogue of Life.